# Manuel Vogel
Manuel Hans Dietrich Vogel (* 1964 in Frankfurt am Main) ist ein deutscher evangelischer Theologe.

## Leben
Manuel Vogel studierte von 1984 bis 1990 evangelische Theologie in Erlangen, Heidelberg und Frankfurt und wurde nach seinem Vikariat in Freising 1995 zum Thema Das Heil des Bundes. Bundestheologie im Frühjudentum und im frühen Christentum promoviert. Von 1996 bis 2002 war er wissenschaftlicher Mitarbeiter am Institutum Judaicum Delitzschianum der Westfälischen Wilhelms-Universität Münster und 2002 bis 2003 Assistent am Neutestamentlichen Seminar der Evangelisch-Theologischen Fakultät in Münster. Darauf folgten von 2003 bis 2006 Tätigkeiten als Pfarrer in Rodgau, als Assistent am Neutestamentlichen Seminar der Evangelisch-Theologischen Fakultät in Münster und als Privatdozent für Neues Testament und hellenistisches Judentum in Münster und Frankfurt. Von 2006 bis 2008 war Vogel Pfarrer im Hochschuldienst am Fachbereich Evangelische Theologie der Goethe-Universität Frankfurt und Lehrbeauftragter an der Evangelischen Fachhochschule Darmstadt. Seit 2008 hat er die W2-Professur für Neues Testament an der Friedrich-Schiller-Universität Jena inne. Vogel ist geschäftsführender Herausgeber der Zeitschrift für Neues Testament (ZNT), Mitherausgeber des Wissenschaftlichen Bibellexikons (WiBiLex) der Deutschen Bibelgesellschaft und erster Vorsitzender der Franz-Delitzsch-Gesellschaft.

## Forschungsschwerpunkte
Zu Vogels Interessen- und Forschungsschwerpunkten gehören Paulus, der 2. Korintherbrief, das hellenistische Judentum, Flavius Josephus, die Kulturanthropologie des frühen Christentums sowie antike Religionsgeschichte und Rhetorik.

## Schriften (Auswahl)
- Das Heil des Bundes. Bundestheologie im Frühjudentum und im frühen Christentum (TANZ 18), Tübingen 1996.
- mit Folker Siegert u. a.: Flavius Josephus: Aus meinem Leben (Vita). Herausgegeben, übersetzt und kommentiert von Folker Siegert, Heinz Schreckenberg, Manuel Vogel und dem Josephus-Arbeitskreis des Institutum Judaicum Delitzschianum, Tübingen 2001.
- Herodes. König der Juden – Freund der Römer (Biblische Gestalten Bd. 5), Leipzig 2002.
- Commentatio mortis. 2. Korinther 5,1–10 auf dem Hintergrund antiker ars moriendi (FRLANT 214), Göttingen 2006.
- mit Folker Siegert u. a.: Flavius Josephus: Über die Ursprünglichkeit des Judentums (Contra Apionem), 2 Bde., Göttingen 2008.